# Nuno Mendes
Nuno Alexandre Tavares Mendes (Sintra, 19 giugno 2002) è un calciatore portoghese, difensore del Paris Saint-Germain e della nazionale portoghese, con la quale ha vinto la UEFA Nations League 2024-2025.
Con il Paris Saint-Germain ha vinto la UEFA Champions League 2024-2025. Invece, con la nazionale portoghese ha trionfato nella UEFA Nations League 2024-2025

## Caratteristiche tecniche
Dopo aver iniziato a giocare da trequartista, col tempo è diventato un terzino sinistro fluidificante, che predilige la fase offensiva grazie all'abilità nel dribbling, unita ad una notevole velocità, alla sua forza fisica e alle grandi doti nei cross. Nonostante risulti meno efficace nella fase difensiva, è comunque difficile da superare nell'uno contro uno, e può essere impiegato anche in posizione più avanzata.
Ha dichiarato di ispirarsi principalmente a Marcelo e David Alaba, che giocano nel suo stesso ruolo.

## Carriera

### Club

#### Inizi e Sporting Lisbona
Nato a Sintra da genitori originari dell'Angola, Nuno Mendes ha iniziato a giocare a calcio a nove anni, invitato dal suo maestro delle scuole elementari a entrare nella scuola calcio del Despertar, nei pressi della capitale portoghese Lisbona. Avendo attirato in poco tempo l'attenzione delle tre migliori società nazionali, Benfica, Porto e Sporting Lisbona, Mendes ha infine deciso di entrare a far parte del vivaio di quest'ultima squadra, convinto anche da un osservatore dei bianco-verdi che, nel tentativo di convincere il ragazzino a scegliere lo Sporting, lo aveva seguito fino a casa, venendo così inizialmente scambiato per un rapinatore.
Dopo essersi trasferito nella capitale a quattordici anni, Mendes ha completato il proprio percorso nel settore giovanile dei Leoni, venendo poi aggregato in pianta stabile alla prima squadra nell'estate del 2020, su scelta dell'allenatore Rúben Amorim. Ha quindi esordito fra i professionisti il 12 giugno seguente, subentrando a Marcos Acuña al 72º minuto dell'incontro di Primeira Liga (vinto per 1-0) contro il Paços Ferreira. Esattamente una settimana dopo, il 19 giugno seguente, il terzino ha rinnovato il proprio contratto con il club bianco-verde fino al 2025, aggiungendo una clausola rescissoria da 45 milioni di euro.
Nella stagione seguente, con la partenza dello stesso Acuña, Mendes è stato promosso in pianta stabile al ruolo di titolare sulla fascia sinistra, nonostante avesse appena compiuto diciotto anni: in questo modo, ha quasi eguagliato un record appartenente a Cristiano Ronaldo, che aveva giocato la sua prima gara dal primo minuto con lo Sporting nel settembre del 2002, a pochi mesi dalla nascita dello stesso terzino. La continuità delle prestazioni offerte in campionato, arricchite dal primo gol fra i professionisti il 4 ottobre del 2020 (nella partita contro la Portimonense), gli è valsa un'ulteriore estensione del contratto, con un conseguente aumento della clausola rescissoria a 70 milioni di euro. Confermatosi su ottimi livelli anche nella seconda parte della stagione, Mendes ha partecipato al trionfo dello Sporting sia in campionato (venendo anche inserito nella Squadra dell'Anno), sia nella Supercoppa portoghese, vinta in rimonta sul Braga.

#### Paris Saint-Germain
Il 31 agosto 2021, ultimo giorno della finestra di mercato estiva, Mendes è stato ceduto in prestito con diritto di riscatto al Paris Saint-Germain. Ha dunque esordito in Ligue 1 l'11 settembre successivo, entrando in campo all'85º minuto della partita vinta contro il Clermont Foot, vinta per 4-0. Dopo aver esordito anche in UEFA Champions League appena quattro giorni più tardi, contro il Club Bruges, il terzino ha infine giocato la sua prima partita da titolare con i parigini il 19 settembre, contro il Lione. Lungo la prima parte della stagione, Mendes si è alternato sia con Abdou Diallo, sia con Juan Bernat, che era rientrato da poco da un infortunio. Il 31 maggio 2022 viene riscattato dal club francese, con cui firma un contratto fino al 2026.
Conquista la vittoria dell'edizione 2024-2025 della Champions League, Mendes con il suo tiro fa in modo che il portiere avversario Paulo Gazzaniga sia autore dell'autogol del 1-0 che consente di conquistare la vittoria contro il Girona, realizza un gol sconfiggendo per 3-0 il Salisburgo, un'altra rete la segna nella schiacciante vittoria per 7-0 contro il Brest, inoltre è autore del gol che fissa il risultato sul 3-1 nel successo contro l'Aston Villa.

### Nazionale
Pur potendo scegliere fra Portogallo (suo paese di nascita) e Angola (da cui provengono i suoi genitori), Mendes ha optato per rappresentare il primo Stato a livello internazionale. Dopo aver fatto la trafila di tutte le nazionali giovanili portoghesi, il terzino ha debuttato con l'Under-21 dei lusitani, guidata da Rui Jorge, il 4 settembre del 2020, contribuendo alla vittoria per 4-0 contro i pari età di Cipro, partita valida per le qualificazioni agli Europei di categoria del 2021.
Appena sei mesi dopo, in virtù dell'ottimo impatto allo Sporting, Mendes ha ricevuto dal commissario tecnico Fernando Santos la sua prima convocazione in nazionale maggiore, in vista di alcune partite di qualificazione ai Mondiali del 2022: ha quindi fatto il suo debutto il 24 marzo seguente, giocando da titolare e per intero la partita contro l'Azerbaigian, vinta per 1-0 dai lusitani. Selezionato in vista di Euro 2020, non ha però giocato nessuna partita nella competizione, anche a causa di problemi fisici: nel mentre, il percorso del Portogallo (che era campione in carica) si è arrestato agli ottavi di finale, conclusisi con l'eliminazione ad opera del Belgio.
L'8 giugno 2025 vince la finale di Nations League, Mendes segna una rete del primo tempo, la partita si conclude sul 2-2 alla fine dei tempi supplementari, il Portogallo si impone per 5-4 ai calci di rigore, Mendes segna il quarto gol dal dischetto.

## Statistiche

### Presenze e reti nei club
Statistiche aggiornate al 18 giugno 2025.
| Stagione                   | Squadra                    | Campionato                 | Campionato | Campionato | Coppe nazionali | Coppe nazionali | Coppe nazionali | Coppe continentali | Coppe continentali | Coppe continentali | Altre coppe | Altre coppe | Altre coppe | Totale | Totale | Totale |
| Stagione                   | Squadra                    | Comp                       | Pres       | Reti       | Comp            | Pres            | Reti            | Comp               | Pres               | Reti               | Comp        | Pres        | Reti        | Pres   | Reti   |        |
| -------------------------- | -------------------------- | -------------------------- | ---------- | ---------- | --------------- | --------------- | --------------- | ------------------ | ------------------ | ------------------ | ----------- | ----------- | ----------- | ------ | ------ | ------ |
| 2019-2020                  | Sporting Lisbona           | PL                         | 9          | 0          | CP+CdL          | 0               | 0               | UEL                | 0                  | 0                  | SP          | 0           | 0           | 9      | 0      |        |
| 2020-2021                  | Sporting Lisbona           | PL                         | 30         | 2          | CP+CdL          | 2+2             | 0               | UEL                | 2                  | 0                  | -           | -           | -           | 36     | 2      |        |
| ago. 2021                  | Sporting Lisbona           | PL                         | 2          | 0          | CP+CdL          | -               | -               | UCL                | -                  | -                  | SP          | 1           | 0           | 3      | 0      |        |
| Totale Sporting Lisbona    | Totale Sporting Lisbona    | Totale Sporting Lisbona    | 41         | 2          |                 | 4               | 0               |                    | 2                  | 0                  |             | 1           | 0           | 48     | 2      |        |
| 2021-2022                  | Paris Saint-Germain        | L1                         | 27         | 0          | CF              | 2               | 0               | UCL                | 8                  | 0                  | SF          | -           | -           | 37     | 0      |        |
| 2022-2023                  | Paris Saint-Germain        | L1                         | 23         | 1          | CF              | 2               | 0               | UCL                | 6                  | 1                  | SF          | 1           | 0           | 32     | 2      |        |
| 2023-2024                  | Paris Saint-Germain        | L1                         | 6          | 1          | CF              | 3               | 0               | UCL                | 5                  | 0                  | SF          | -           | -           | 14     | 1      |        |
| 2024-2025                  | Paris Saint-Germain        | L1                         | 24         | 1          | CF              | 5               | 0               | UCL                | 16                 | 4                  | SF+Cmc      | 1+2         | 0           | 48     | 5      |        |
| Totale Paris Saint-Germain | Totale Paris Saint-Germain | Totale Paris Saint-Germain | 80         | 3          |                 | 12              | 0               |                    | 35                 | 5                  |             | 4           | 0           | 131    | 8      |        |
| Totale carriera            | Totale carriera            | Totale carriera            | 121        | 5          |                 | 16              | 0               |                    | 37                 | 5                  |             | 5           | 0           | 179    | 10     |        |

### Cronologia presenze e reti in nazionale
| Cronologia completa delle presenze e delle reti in nazionale ― Portogallo | Cronologia completa delle presenze e delle reti in nazionale ― Portogallo | Cronologia completa delle presenze e delle reti in nazionale ― Portogallo | Cronologia completa delle presenze e delle reti in nazionale ― Portogallo | Cronologia completa delle presenze e delle reti in nazionale ― Portogallo | Cronologia completa delle presenze e delle reti in nazionale ― Portogallo | Cronologia completa delle presenze e delle reti in nazionale ― Portogallo | Cronologia completa delle presenze e delle reti in nazionale ― Portogallo |
| Data                                                                      | Città                                                                     | In casa                                                                   | Risultato                                                                 | Ospiti                                                                    | Competizione                                                              | Reti                                                                      | Note                                                                      |
| ------------------------------------------------------------------------- | ------------------------------------------------------------------------- | ------------------------------------------------------------------------- | ------------------------------------------------------------------------- | ------------------------------------------------------------------------- | ------------------------------------------------------------------------- | ------------------------------------------------------------------------- | ------------------------------------------------------------------------- |
| 24-3-2021                                                                 | Torino                                                                    | Portogallo                                                                | 1 – 0                                                                     | Azerbaigian                                                               | Qual. Mondiali 2022                                                       | -                                                                         |                                                                           |
| 27-3-2021                                                                 | Belgrado                                                                  | Serbia                                                                    | 2 – 2                                                                     | Portogallo                                                                | Qual. Mondiali 2022                                                       | -                                                                         | 72’                                                                       |
| 30-3-2021                                                                 | Lussemburgo                                                               | Lussemburgo                                                               | 1 – 3                                                                     | Portogallo                                                                | Qual. Mondiali 2022                                                       | -                                                                         |                                                                           |
| 4-6-2021                                                                  | Madrid                                                                    | Spagna                                                                    | 0 – 0                                                                     | Portogallo                                                                | Amichevole                                                                | -                                                                         | 81’                                                                       |
| 9-6-2021                                                                  | Lisbona                                                                   | Portogallo                                                                | 4 – 0                                                                     | Israele                                                                   | Amichevole                                                                | -                                                                         |                                                                           |
| 1-9-2021                                                                  | Faro                                                                      | Portogallo                                                                | 2 – 1                                                                     | Irlanda                                                                   | Qual. Mondiali 2022                                                       | -                                                                         | 62’                                                                       |
| 4-9-2021                                                                  | Debrecen                                                                  | Qatar                                                                     | 1 – 3                                                                     | Portogallo                                                                | Amichevole                                                                | -                                                                         |                                                                           |
| 7-9-2021                                                                  | Baku                                                                      | Azerbaigian                                                               | 0 – 3                                                                     | Portogallo                                                                | Qual. Mondiali 2022                                                       | -                                                                         | 71’ 90’                                                                   |
| 9-10-2021                                                                 | Faro                                                                      | Portogallo                                                                | 3 – 0                                                                     | Qatar                                                                     | Amichevole                                                                | -                                                                         | 46’                                                                       |
| 12-10-2021                                                                | Faro                                                                      | Portogallo                                                                | 5 – 0                                                                     | Lussemburgo                                                               | Qual. Mondiali 2022                                                       | -                                                                         | 22’                                                                       |
| 14-11-2021                                                                | Lisbona                                                                   | Portogallo                                                                | 1 – 2                                                                     | Serbia                                                                    | Qual. Mondiali 2022                                                       | -                                                                         |                                                                           |
| 24-3-2022                                                                 | Porto                                                                     | Portogallo                                                                | 3 – 1                                                                     | Turchia                                                                   | Qual. Mondiali 2022                                                       | -                                                                         | 88’                                                                       |
| 29-3-2022                                                                 | Porto                                                                     | Portogallo                                                                | 2 – 0                                                                     | Macedonia del Nord                                                        | Qual. Mondiali 2022                                                       | -                                                                         |                                                                           |
| 5-6-2022                                                                  | Lisbona                                                                   | Portogallo                                                                | 4 – 0                                                                     | Svizzera                                                                  | UEFA Nations League 2022-2023 - 1º turno                                  | -                                                                         |                                                                           |
| 12-6-2022                                                                 | Lancy                                                                     | Svizzera                                                                  | 1 – 0                                                                     | Portogallo                                                                | UEFA Nations League 2022-2023 - 1º turno                                  | -                                                                         |                                                                           |
| 27-9-2022                                                                 | Braga                                                                     | Portogallo                                                                | 0 – 1                                                                     | Spagna                                                                    | UEFA Nations League 2022-2023 - 1º turno                                  | -                                                                         | 83’                                                                       |
| 17-11-2022                                                                | Lisbona                                                                   | Portogallo                                                                | 4 – 0                                                                     | Nigeria                                                                   | Amichevole                                                                | -                                                                         | 46’                                                                       |
| 28-11-2022                                                                | Lusail                                                                    | Portogallo                                                                | 2 – 0                                                                     | Uruguay                                                                   | Mondiali 2022 - 1º turno                                                  | -                                                                         | 42’                                                                       |
| 26-3-2023                                                                 | Lussemburgo                                                               | Lussemburgo                                                               | 0 – 6                                                                     | Portogallo                                                                | Qual. Euro 2024                                                           | -                                                                         |                                                                           |
| 21-3-2024                                                                 | Guimaraes                                                                 | Portogallo                                                                | 5 – 2                                                                     | Svezia                                                                    | Amichevole                                                                | -                                                                         | 46’                                                                       |
| 4-6-2024                                                                  | Lisbona                                                                   | Portogallo                                                                | 4 – 2                                                                     | Finlandia                                                                 | Amichevole                                                                | -                                                                         | 46’                                                                       |
| 8-6-2024                                                                  | Oeiras                                                                    | Portogallo                                                                | 1 – 2                                                                     | Croazia                                                                   | Amichevole                                                                | -                                                                         | 46’                                                                       |
| 11-6-2024                                                                 | Aveiro                                                                    | Portogallo                                                                | 3 – 0                                                                     | Irlanda                                                                   | Amichevole                                                                | -                                                                         | 46’                                                                       |
| 18-6-2024                                                                 | Lipsia                                                                    | Portogallo                                                                | 2 – 1                                                                     | Rep. Ceca                                                                 | Euro 2024 - 1º turno                                                      | -                                                                         | 90’                                                                       |
| 22-6-2024                                                                 | Dortmund                                                                  | Turchia                                                                   | 0 – 3                                                                     | Portogallo                                                                | Euro 2024 - 1º turno                                                      | -                                                                         |                                                                           |
| 1-7-2024                                                                  | Francoforte sul Meno                                                      | Portogallo                                                                | 0 – 0 dts (3 – 0 dtr)                                                     | Slovenia                                                                  | Euro 2024 - Ottavi di finale                                              | -                                                                         |                                                                           |
| 5-7-2024                                                                  | Amburgo                                                                   | Portogallo                                                                | 0 – 0 dts (3 – 5 dtr)                                                     | Francia                                                                   | Euro 2024 - Quarti di finale                                              | -                                                                         |                                                                           |
| 5-9-2024                                                                  | Lisbona                                                                   | Portogallo                                                                | 2 – 1                                                                     | Croazia                                                                   | UEFA Nations League 2024-2025 - 1º turno                                  | -                                                                         |                                                                           |
| 8-9-2024                                                                  | Lisbona                                                                   | Portogallo                                                                | 2 – 1                                                                     | Scozia                                                                    | UEFA Nations League 2024-2025 - 1º turno                                  | -                                                                         |                                                                           |
| 12-10-2024                                                                | Varsavia                                                                  | Polonia                                                                   | 1 – 3                                                                     | Portogallo                                                                | UEFA Nations League 2024-2025 - 1º turno                                  | -                                                                         |                                                                           |
| 15-10-2024                                                                | Glasgow                                                                   | Scozia                                                                    | 0 – 0                                                                     | Portogallo                                                                | UEFA Nations League 2024-2025 - 1º turno                                  | -                                                                         |                                                                           |
| 15-11-2024                                                                | Porto                                                                     | Portogallo                                                                | 5 – 1                                                                     | Polonia                                                                   | UEFA Nations League 2024-2025 - 1º turno                                  | -                                                                         | 88’                                                                       |
| 18-11-2024                                                                | Spalato                                                                   | Croazia                                                                   | 1 – 1                                                                     | Portogallo                                                                | UEFA Nations League 2024-2025 - 1º turno                                  | -                                                                         | 81’                                                                       |
| 20-3-2025                                                                 | Copenaghen                                                                | Danimarca                                                                 | 1 – 0                                                                     | Portogallo                                                                | UEFA Nations League 2024-2025 - Quarti di finale                          | -                                                                         |                                                                           |
| 23-3-2025                                                                 | Lisbona                                                                   | Portogallo                                                                | 5 – 2 dts                                                                 | Danimarca                                                                 | UEFA Nations League 2024-2025 - Quarti di finale                          | -                                                                         |                                                                           |
| 4-6-2025                                                                  | Monaco di Baviera                                                         | Germania                                                                  | 1 – 2                                                                     | Portogallo                                                                | UEFA Nations League 2024-2025 - Semifinale                                | -                                                                         |                                                                           |
| 8-6-2025                                                                  | Monaco di Baviera                                                         | Portogallo                                                                | 2 – 2 dts (5 – 3 dtr)                                                     | Spagna                                                                    | UEFA Nations League 2024-2025 - Finale                                    | 1                                                                         | 100’                                                                      |
| Totale                                                                    |                                                                           | Presenze                                                                  | 37                                                                        |                                                                           | Reti                                                                      | 1                                                                         |                                                                           |

## Palmarès

### Club

#### Competizioni nazionali
- Coppa di Lega portoghese: 1

Sporting CP: 2020-2021
- Campionato portoghese: 1

Sporting CP: 2020-2021
- Supercoppa di Portogallo: 1

Sporting CP: 2021
- Campionato francese: 4

Paris Saint-Germain: 2021-2022, 2022-2023, 2023-2024, 2024-2025
- Supercoppa francese: 3

Paris Saint-Germain: 2022, 2023, 2024
- Coppa di Francia: 2

Paris Saint-Germain: 2023-2024, 2024-2025

#### Competizioni internazionali
- UEFA Champions League: 1

Paris Saint-Germain: 2024-2025
- Supercoppa UEFA: 1

Paris Saint-Germain: 2025

### Nazionale
- UEFA Nations League: 1

2024-2025

### Individuale
- Trophées UNFP du football: 1

Squadra ideale della Ligue 1: 2022
- Squadra della stagione della UEFA Champions League: 1

2024-2025
- Miglior giocatore della fase finale della UEFA Nations League: 1

2024-2025